# 라체프람

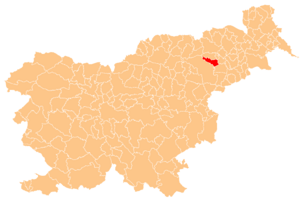
라체프람의 위치

라체프람(슬로베니아어: Rače-Fram, 독일어: Kranichsfeld-Frauheim 크라닉스펠드프라우하임[*])은 슬로베니아의 도시로 면적은 51.2km2, 인구는 5,859명(2002년 기준), 인구 밀도는 114.4명/km2이다.